# Goniopectinidae
Famille
Les Goniopectinidae sont une famille d'étoiles de mer de l'ordre des Paxillosida.

## Taxinomie
Liste des espèces selon World Register of Marine Species (14 décembre 2013) :
- genre Goniopecten Perrier, 1881
  - Goniopecten asiaticus Fisher, 1913
  - Goniopecten demonstrans Perrier, 1881
- genre Pectinidiscus Ludwig, 1900
  - Pectinidiscus annae Ludwig, 1900
  - Pectinidiscus sibogae Döderlein, 1921
- genre Prionaster Verrill, 1899
  - Prionaster analogus Fisher, 1913
  - Prionaster elegans Verrill, 1899
  - Prionaster gracilis Fisher, 1913
  - Prionaster megaloplax Fisher, 1913

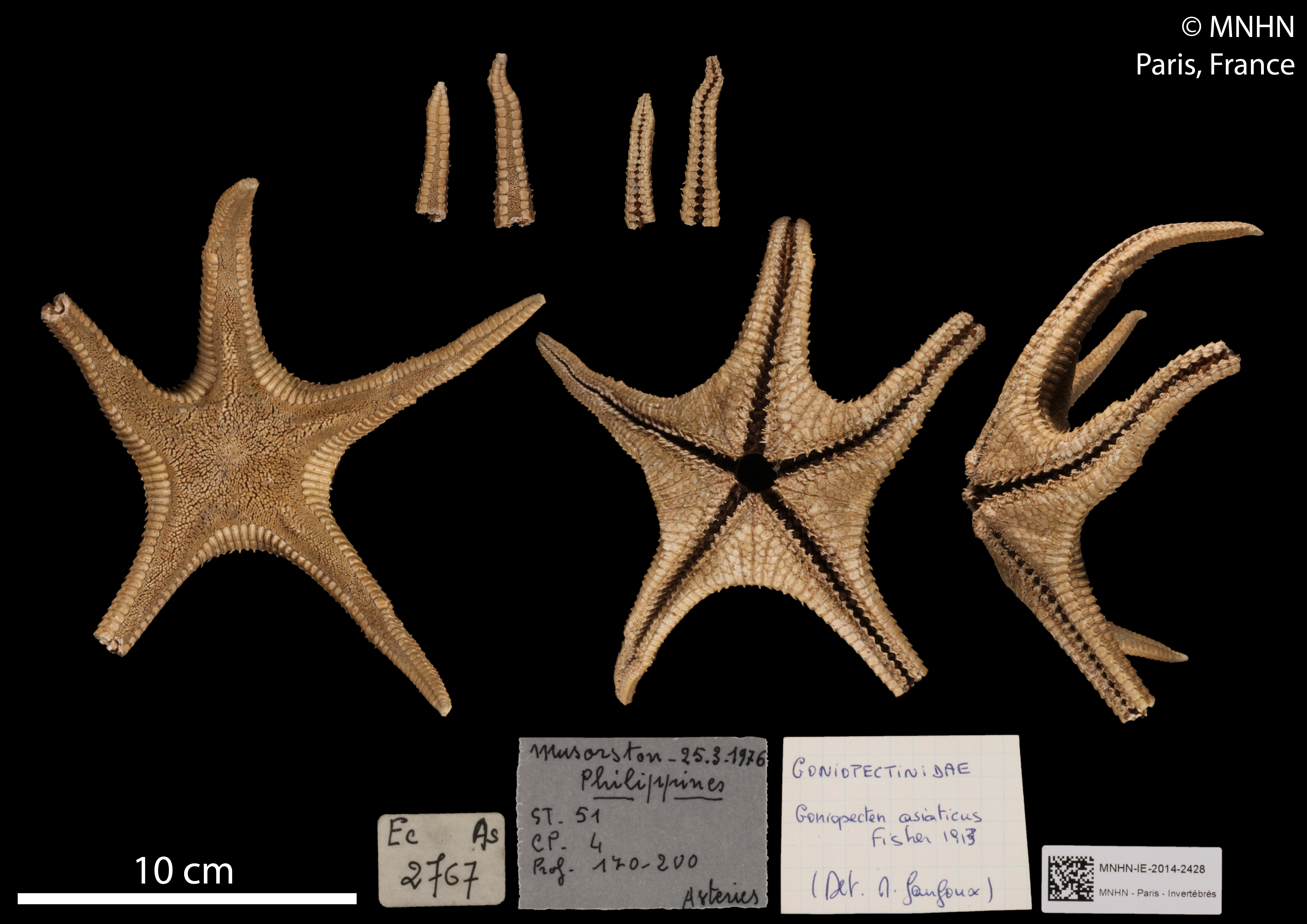
Goniopecten asiaticus
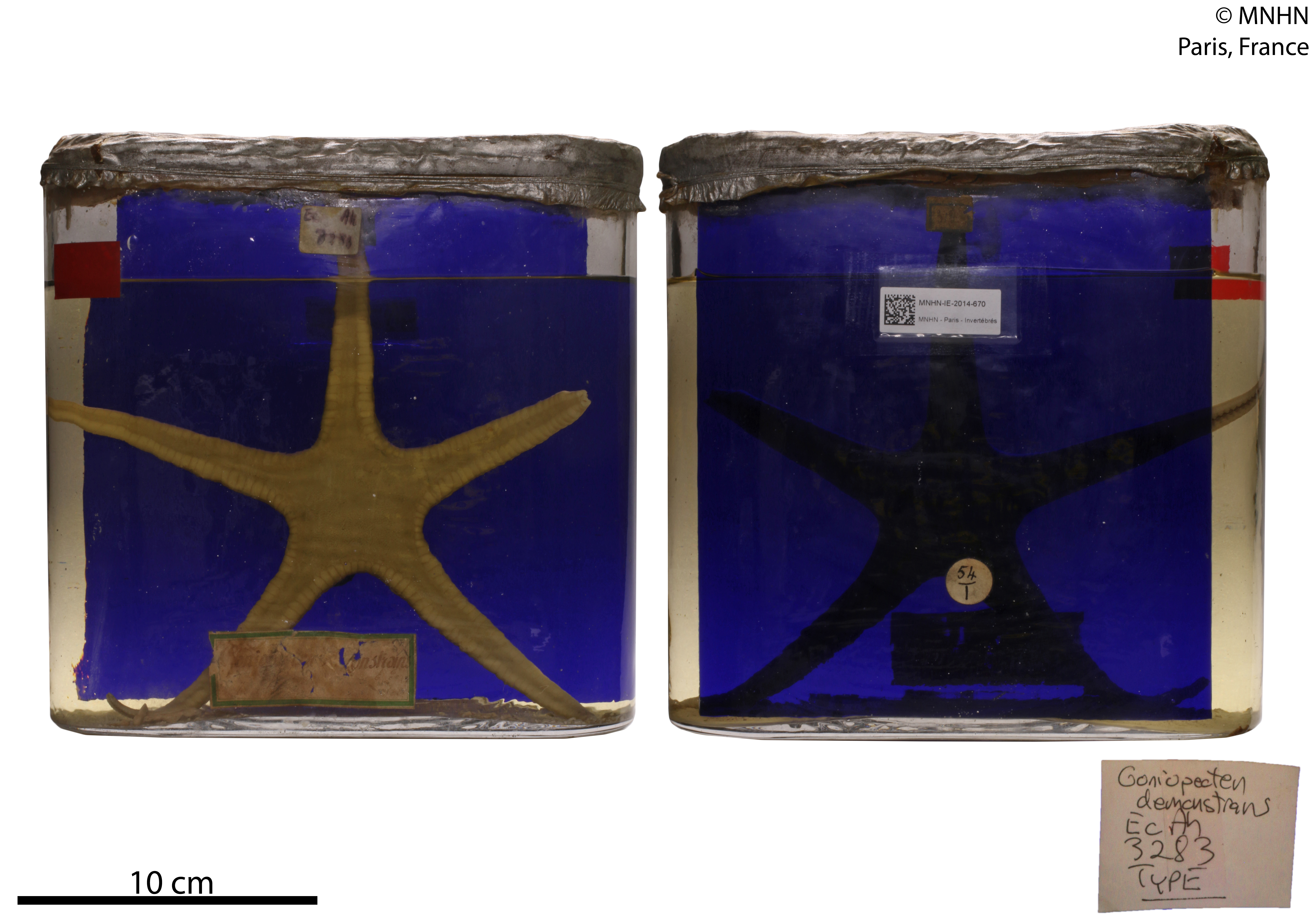
Goniopecten demonstrans
Pectinidiscus annae
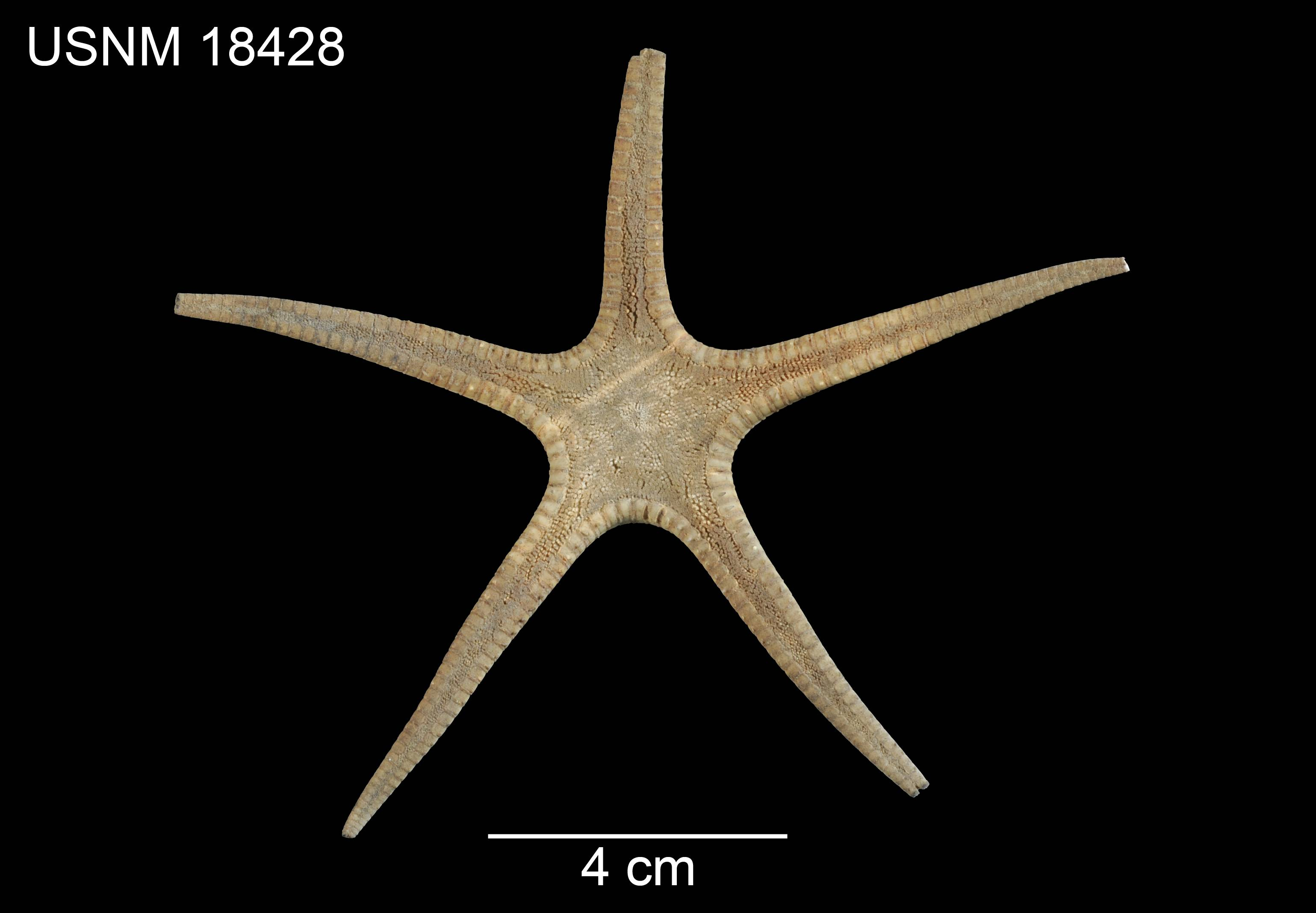
Prionaster elegans